# آرتاس منتیل
آرتاس منتیل (به انگلیسی: Arthas Menethil) شخصیتی ساختگی در مجموعه بازی‌های ویدئویی وارکرفت اثر بلیزارد انترتینمنت است. او برای اولین بار در وارکرفت ۳: پادشاهی آشوب حضور پیدا کرد. این شخصیت در ابتدا ولیعهد لوردران (به انگلیسی: Lordaeron) و یک پالادین بود اما در تلاش برای نجات مردمش توسط تیغه نفرین شدهٔ فراست‌مورن فاسد شد. پس از مدتی تبدیل به شخصیتی شیطانی تحت عنوان لیچ کینگ، یکی از برجسته‌ترین هماوردها در افسانه‌های مجموعهٔ وارکرفت شد. آرتاس همچنین به عنوان یک شخصیت قابل بازی در بازی کراس‌اوور میدان جنگ برخط چندنفره قهرمانان طوفان حضور دارد.